# اوردروف
شهر اردورف (به آلمانی: Ohrdruf) در ایالت تورینگن در کشور آلمان واقع شده‌است.